# Trechinotus smardae
Trechinotus smardae är en svampart som tillhör divisionen basidiesvampar, och som först beskrevs av Albert Pilát, och fick sitt nu gällande namn av E.C. Martini och Trichies. Trechinotus smardae ingår i släktet Trechinotus, och familjen Xenasmataceae. Arten är reproducerande i Sverige.